# Bahnhof St Marys

Der Bahnhof St Marys ist ein Bahnhof in St Marys, New South Wales, Australien.

## Geschichte
Der Bahnhof eröffnete 1863 unter dem Namen South Creek, als der Great Western Railway von Parramatta aus erweitert wurde. Erst 1885 bekam der Bahnhof seinen heutigen Namen.
Im Jahre 1886 bekam der Bahnhof seine zweite Bahnstrecke. Die Gebäude, die für die Bahnsteige 3 und 4 errichtet wurden, wurden im Jahr 1888 erbaut. In den Jahren 1942 und 1943 gab es große Veränderungen am Bahnhof. Neben dem Stellwerk wurde auch das Bahnhofsgebäude für Bahnsteig 1 und 2 erneuert, ebenso beide Bahnsteige insgesamt. Die Änderungen waren notwendig, um die Bahnstrecken erneut zu verdoppeln. Für die amerikanischen Streitkräfte, die während des Zweiten Weltkrieges operierten, sollte es möglich werden, so viel Munition wie möglich zu transportieren. Es sollte 32 Jahre dauern, bis die baulichen Veränderungen abgeschlossen waren.
Die 1943 erbaute Fußgängerbrücke erhielt 1994 und 1995 eine umfassende Renovierung. Außerdem wurde ein Büro für die Angestellten errichtet. Die Überdachung der Bahnsteige wurde ebenfalls erneuert, wobei diese 2001 erweitert wurde.
Im Zuge der Arbeiten für das Projekt Western Sydney Aerotropolis wird der Bahnhof einer größeren Renovierung unterzogen. Neben der bereits vorhandenen Fußgängerbrücke soll eine weitere entstehen, welche die Passagiere mit der neuen Metrolinie verbinden soll. Diese 23 km lange Linie wird als Verbindung zum neuen Flughafen Western Sydney dienen. Die Bauarbeiten für den neuen Bahnhof in St Marys sind spätestens seit 2025 im Gange.

## Beschreibung des Bahnhofes
In die Liste des Denkmalschutzes von New South Wales wurden neben dem Gebäude auf Bahnsteig 3 und 4 auch das Stellwerk und der Schuppen aufgenommen. Ebenso sind die beiden Bahnsteige, die Fußgängerbrücke und der Kran Bestandteil davon. Das Gebäude wurde aus Ziegeln erbaut, in dessen Zentrum sich ein Warteraum befindet, der jedoch zur Schiene offen ist. Er wird durch eine Überdachung aus Metall erweitert, die sich auf Holzpfähle stützt. Der Schuppen besteht ebenfalls aus Ziegeln und einem Dach aus Metall.
Das Stellwerk besteht aus zwei Etagen, wobei sich das Kontrollzentrum im ersten Stock befindet. Im Erdgeschoss befindet sich das Relais. Das Dach besteht aus einer flachen Membran, die hinter breiten Faszien verborgen ist und die über die Traufe hinausragen.
Die beiden Bahnsteige bestehen aus Beton, der mit Asphalt überdeckt wurde. Sie besitzen eine Überdachung, wobei die Überdachung auf Bahnsteig 3/4 um den Wartesaal gebaut wurde. Beide Bahnsteige sind durch Treppen oder Aufzüge zugänglich.
Die Fußgängerbrücke besteht aus einem Stahlrahmen, der auf Stahlsäulen gestützt ist. Der Bahnhof ist über die Brücke von beiden Seiten zugänglich, auf der Nordseite von North St Marys aus und von der Südseite von St Marys aus. Der Kran ist ein Turmkram und einer von vermutlich acht solcher Kräne in der Region um Sydney. Er steht auf einem Betonfundament und ist umhüllt von einer Ziegelwand und einer Aluminiumpalisade.

## Verkehr
St Marys ist Haltepunkt der von Sydney Trains betriebenen Linie T1, die nach Penrith im Westen und in das Stadtzentrum von Sydney auf der anderen Seite verkehrt.